# Pozdrav z pravěku
Pozdrav z pravěku, slovensky Pozdrav z praveku, je pravděpodobně pravěká megalitická stavba na Štrbském plese části obce Štrba v okrese Poprad na Slovensku. Geograficky se nachází v geomorfologickém podcelku Tatranské podhorie v Tatranském národním parku v Prešovském kraji.

## Historie a popis
Nedaleko silnice na náměstí MS na Štrbském Plese se nachází skupina balvanů, která připomíná pravěké pohřebiště a kultovní místo s obětištěm. Kompozice bludného balvanu rozštěpeného přírodními silami do zajímavé majestátní podoby působí výrazným dojmem pravěké megalitické stavby. Kolem kamenů byly také nalezeny zbytky kamenné zdi a na jednom kameni jsou vydlabalé krátké žlábky. Místo s rozměry cca 7×14 m objevil v roce 2021 Josef Krajňák.

## Další informace
Místo je celoročně volně přístupné. Na místě se také nacházejí 3 informační panely a lavička.

## Galerie

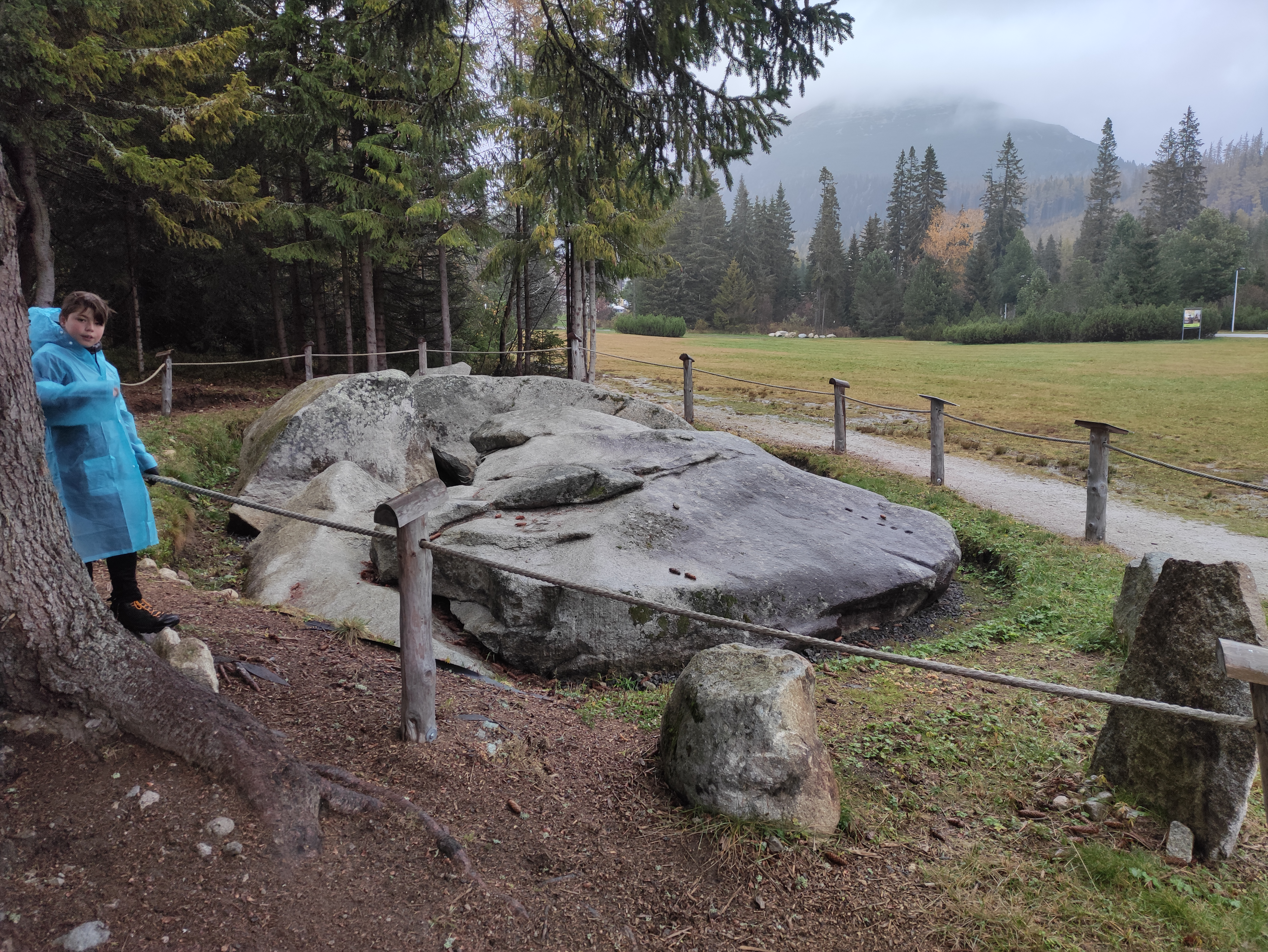
Pohled na dílo
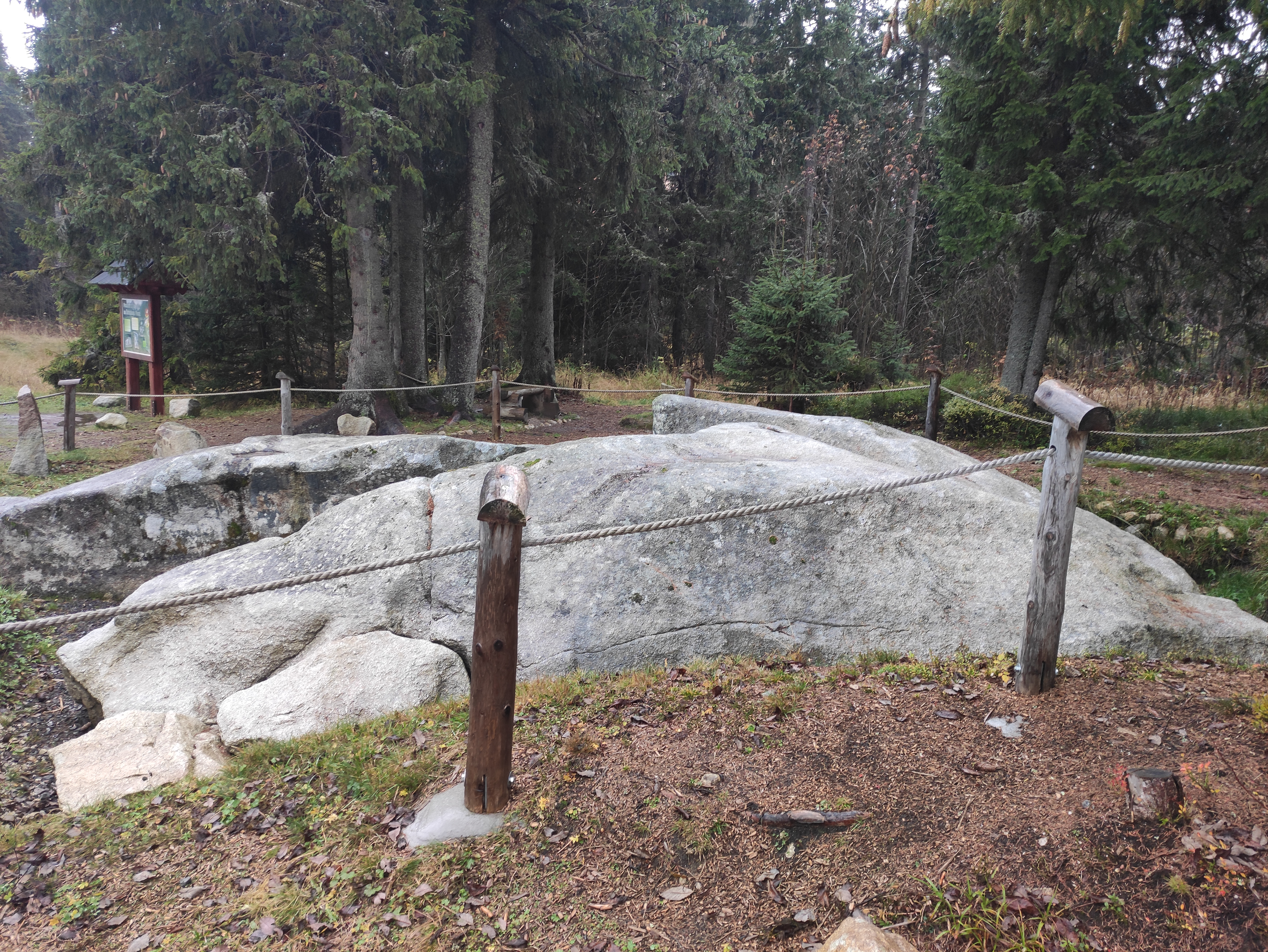
Pohled na dílo
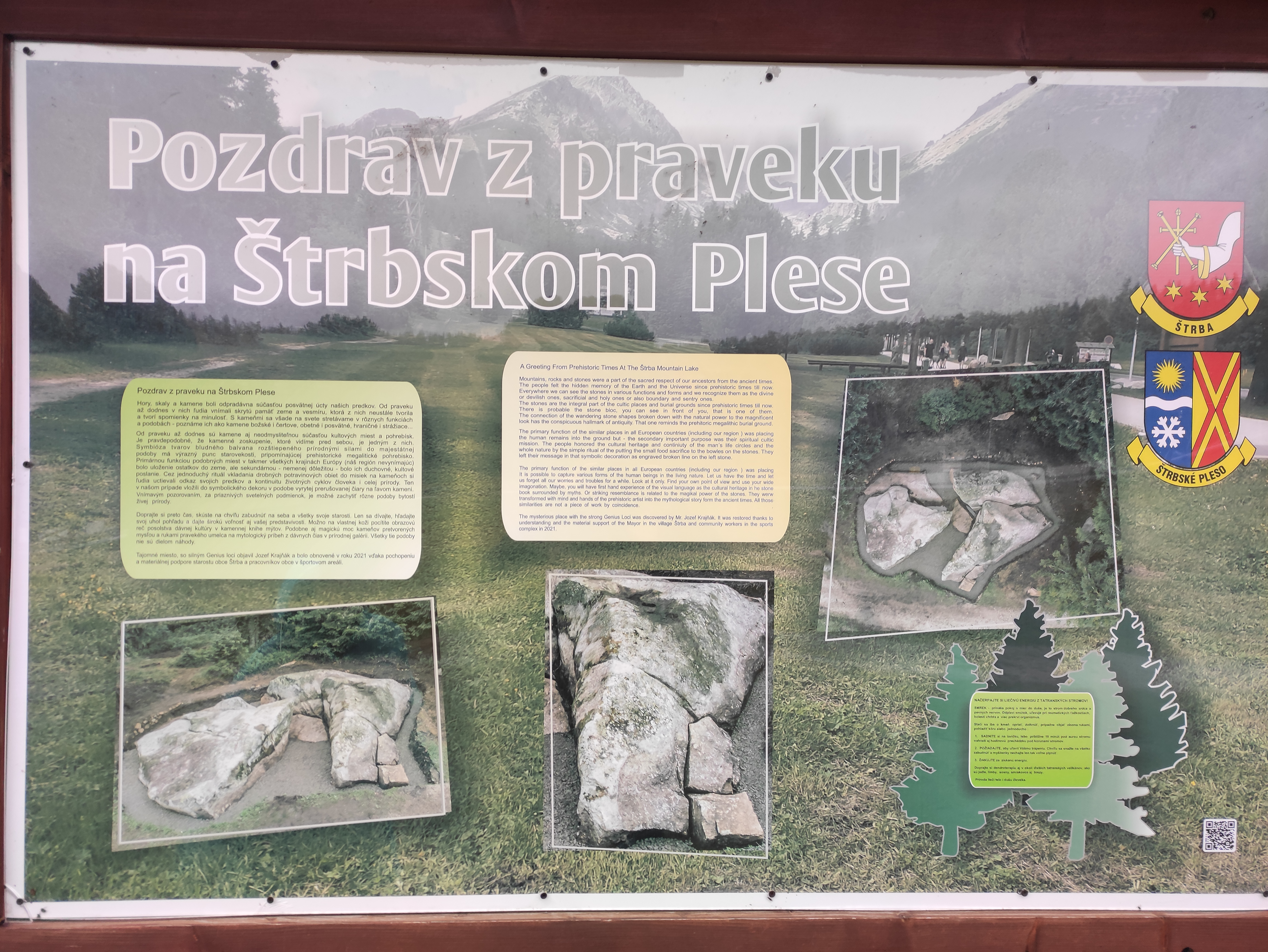
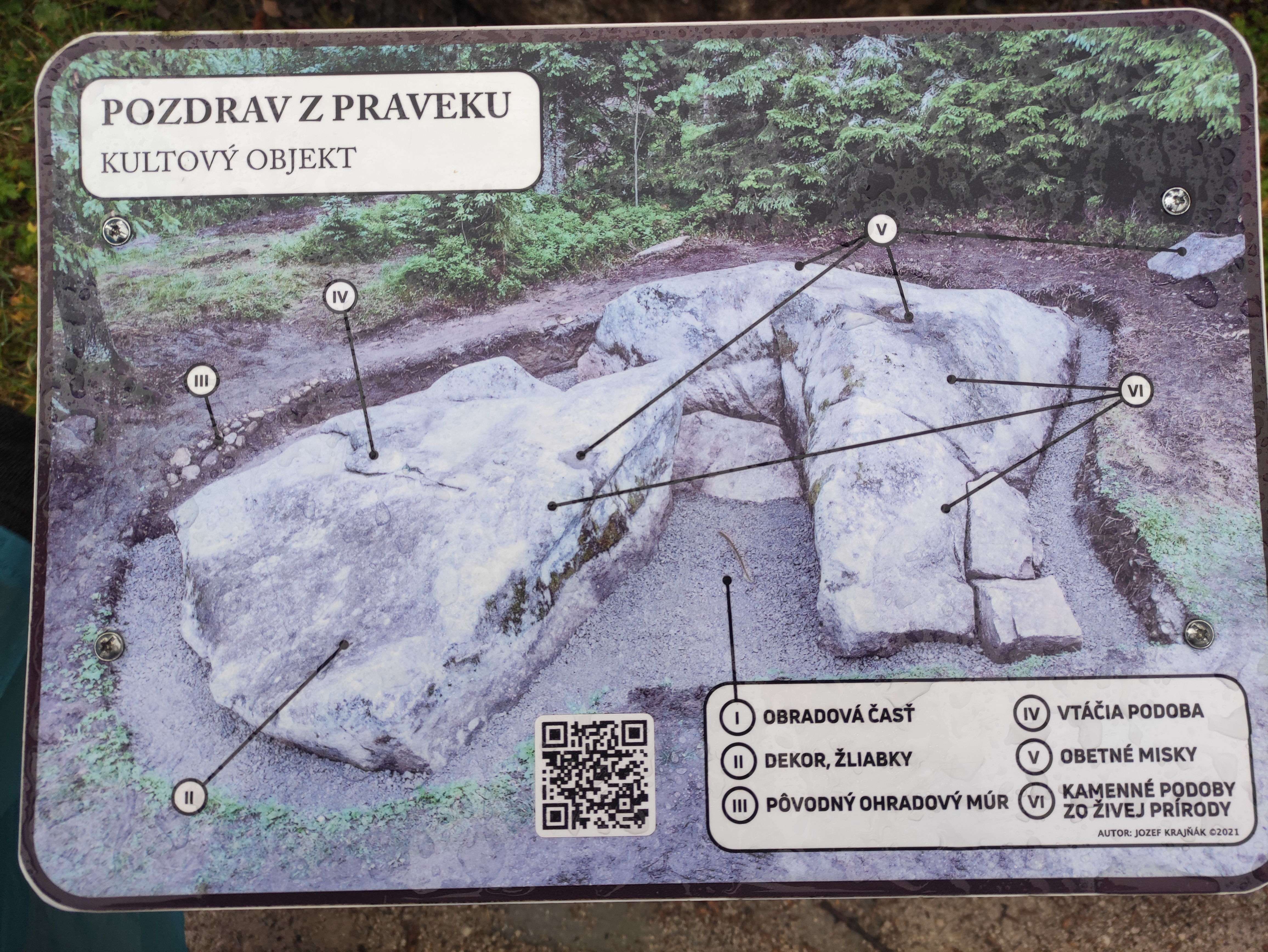
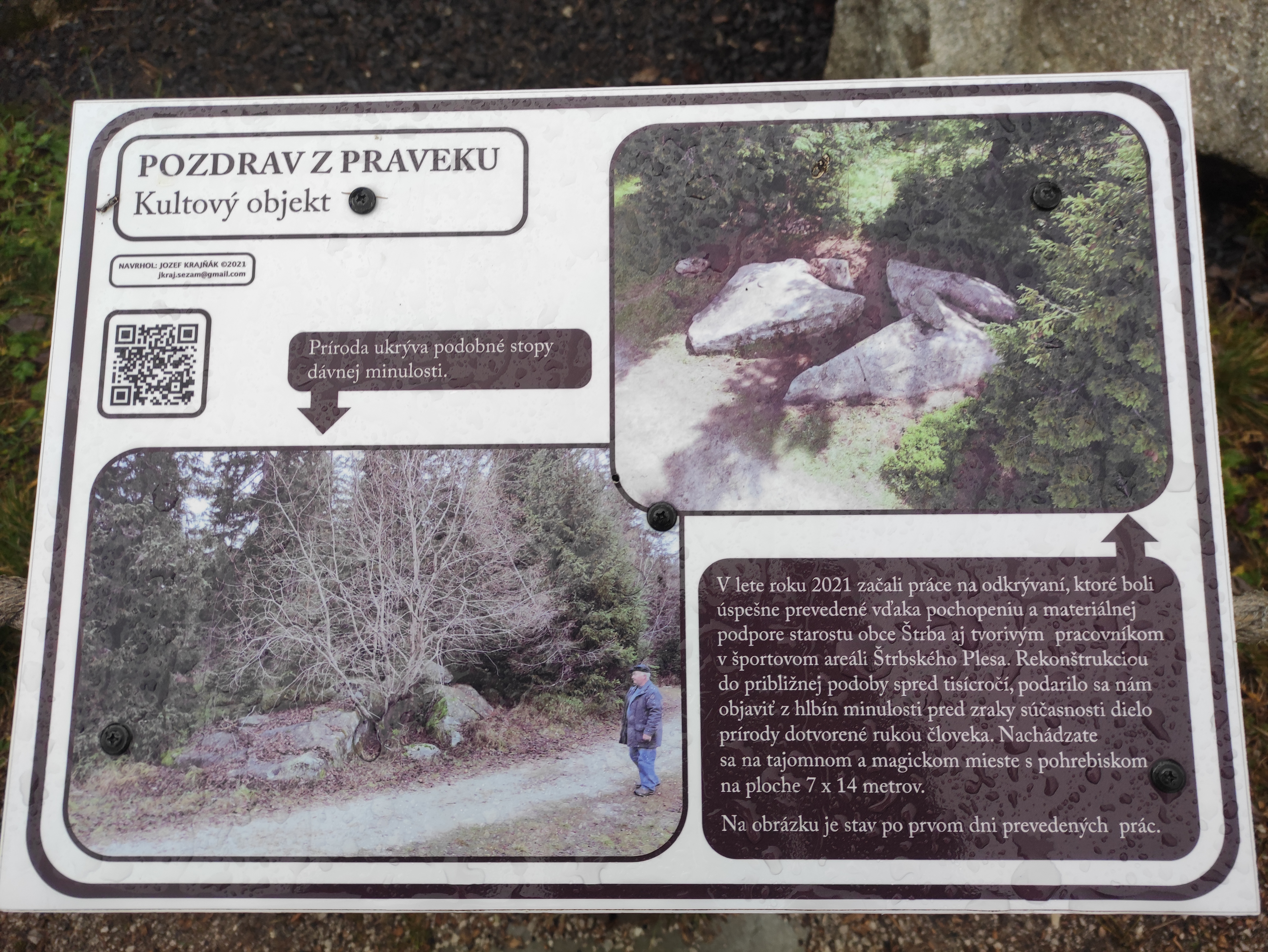